# Kasenga flygplats
Kasenga flygplats är en flygplats vid orten Kasenga i Kongo-Kinshasa. Den ligger i provinsen Haut-Katanga, i den sydöstra delen av landet, 1 600 km öster om huvudstaden Kinshasa. Kasenga flygplats ligger 959 meter över havet. IATA-koden är KEC och ICAO-koden FZQG. Under 2020–2021 byggdes landningsbanan ut till 1 400 m som en del i ett infrastrukturprojekt som också omfattar väganslutningen till flygplatsen och en betalväg Kasomeno–Kasenga–Mwenda som knyter ihop Kongo-Kinshasa och Zambia.